# بولدين جافلان
بولدين جافلان (من مواليد 12 مايو 1975 في درخان) هو سياسي واقتصادي منغولي. كان النائب الأول لرئيس بنك منغوليا وفاز في الانتخابات البرلمانية لعام 2016 كمرشح لمقاطعة درخان-أول عن حزب الشعب الوطني، وأُعيد انتخابه في عام 2020. وبعد ذلك تم تعيينه وزيراً للمالية في منغوليا في 29 يناير 2021.

## روابط خارجية
- الصفحة الرسمية

1. ↑  "Монгол Улсын Сангийн яам". Монгол Улсын Сангийн яам. مؤرشف من الأصل في 2024-10-01.